# Альберт Армітедж
Альберт Армітедж (англ. Albert Borlase Armitage) — офіцер англійської торгового флоту, полярний дослідник, учасник експедиції Джексона — Хармсворта на  Землю Франца-Йосипа (1894—1897) і першої британської антарктичної експедиції під керівництвом Роберта Скотта (1901—1904).

## Біографія
Альберт Армітедж народився 2 липня 1864 року в місті Балквхіддер, Пертшир у родині лікаря Бредфорда Армітеджа і його дружини Еліс. Початкову освіту майбутній дослідник отримав у містечку Скарборо, де батько займався лікарською практикою. У Альберта було шестеро братів, троє стали моряками. У 16 років юнак отримав початкову морську освіту на військово-морському навчальному судні Вустер в Грінхіті. Своє перше плавання Армітедж здійснив на борту вантажного судна «Plassey» до  Калькутти. На зворотному шляху потрапили у шторм, і частина екіпажу загинула. Він влаштувався на роботу в поштову кампанію, у штаті якої значився аж до виходу на пенсію в 1924 році. Помер 31 жовтня 1943 року в Шотландії.

## Полярна експедиція 1894—1897 рр
У 1894 році керівництво P & O Company, в якій працював Армітедж, рекомендувало його для участі у складі британської північної полярної експедиції під керівництвом Фредеріка Джексона. Експедиція прямувала на архіпелаг Земля Франца-Йосипа для проведення наукових робіт в області метеорології, геодезії, магнетизму і т. д.
Головним спонсором експедиції був магнат Альфред Хармсворт, він схвалив кандидатуру Армітеджа і призначив його помічником Джексона. Армітедж виправдав покладені на нього надії. У експедиції він відповідав за магнітні, метеорологічні і астрономічні спостереження. Він супроводжував Джексона у санних подорожах і проводив картографування архіпелагу. Морський досвід Армітеджа був особливо корисним, коли під час одного з походів вони потрапили в суворий арктичний шторм.
Армітедж першим побачив на мисі Флора Фрітьофа Нансена, який повертався зі своєї експедиції до Північного полюсу. Армітедж вів спостереження в обсерваторії і побачив людину на льоду. Він вибіг назустріч. Всі спостерігали у підзорні труби і біноклі. Армітедж допоміг Нансену внести уточнення у розрахунки координат його походу, виправив помилку, яка виникла через зупинку хронометра. 
Альберт Армітедж був удостоєний гранта Марчісона Королівського географічного товариства. На честь матері Альберта Армітеджа на заході острова Луїджі Джексоном був названий мис Армітедж.

## Полярна експедиція 1894—1897 рр.
Докладніше: Експедиція на Дискавері
Армітедж став консультантом президента Королівського географічного товариства Клеменса Маркема. На нього покладали надії, адже мав багатий полярний досвід. Йому запропонували бути штурманом експедиції, заступником Скотта. Армітедж пропозицію прийняв. Але категорично заперечив, коли через місяць після прийняття до складу експедиції йому прийшов «конфіденційний лист», в якому цікавилися, чи погодиться він на посаду начальника експедиції у разі відставки Скотта.
У лютому 1902 року Скотт організував табір експедиції у протоці Мак-Мердо на півострові Хат-Пойнт острова Росса. Армітедж проводив спостереження за земним магнетизмом. У кінці весни Роберт Скотт разом з Ернестом Шеклтоном і Едвардом Вілсоном вирушив у похід на Південний полюс, а Альберт Армітедж очолив так звану «західну партію», завданням якої було знайти шлях до Південного магнітного полюса. Для цього потрібно було перетнути незвідану територію Землі Вікторії. Перший розвідувальний похід Армітеджа з п'ятьма супутниками був у вересні. Основний похід здійснили наприкінці листопада. Допоміжну партію очолював доктор Кьотліц. Вони перейшли протоку Мак-Мердо на захід і підійшли до гирла величезного льодовика. Допоміжний загін повернувся у табір, а Армітедж продовжив шлях. Вдалося піднятися до витоку льодовика (названого на честь геолога експедиції Хартлі Феррара), там альпіністи розбили намети на висоті 8900 футів над рівнем моря. Звідти відкривалася панорама рівного, плато, яке простягалося наскільки сягало око. Цим плато пройшли на лижах кілька миль. Вони стали першими людьми, які побували у внутрішній частині Землі Вікторії. Досліджували нову територію більше семи тижнів. Припущення про те, що Земля Вікторії є гірським хребтом було відкинуто. Це було важливе географічне відкриття, зроблене експедицією. Дослідження плато вирішили продовжити пізніше через обмежені запаси продовольства і палива. 19 січня 1903 року група Армітеджа повернулася у табір. Скотт запропонував йому повернутися додому на рятувальному судні «Морнінг». Армітедж відмовився, і до самого закінчення експедиції залишався без роботи. Основною причиною цього могла бути думка лейтенанта Реджинальда Скелтона, учасника західній партії, який вважав Армітеджа недостатньо вольовим і сильним керівником.

## Подальші роки життя
Про останні роки життя Альберта Армітеджа відомо небагато. Після експедиції він повернувся на службу в «P & O Company». Отримав у командування поштовий пароплав «Isis», який ходив маршрутом між Бріндізі і Порт-Саїд. Останнім судном під його початком був поштовий пароплав «Mantua». У 1924 році був звільнений на пенсію у званні командер. Місце поховання Альберта Армітеджа невідоме.
Армітедж написав книгу про експедицію — «Два роки в Антарктиці», яка була опублікована в 1905 році напередодні виходу в світ твору Скотта «Подорож на „Діскавері“» і мала успіх